# سعة حرارية مولية
السعة الحرارية المولية لمادة كيميائية هي كمية الطاقة التي يجب إضافتها، على شكل حرارة، إلى مول واحد من المادة من أجل إحداث زيادة في درجة حرارتها بمقدار وحدة واحدة. بدلاً من ذلك، هي السعة الحرارية لعينة من المادة مقسومة على كمية مادة العينة؛ أو أيضًا الحرارة النوعية للمادة مضروبة في كتلتها المولية. وحدة النظام العالمي للوحدات للسعة الحرارية المولية هي جول لكل كلفن لكل مول، J⋅K−1⋅mol−1.